# Sylvain Bégon
Pour les articles homonymes, voir Bégon.
Pas d'image ? Cliquez ici

a Compétitions nationales et continentales officielles uniquement.

Dernière mise à jour le 13 juin 2019.
Sylvain Bégon, né le 19 janvier 1972 à Bourg-en-Bresse est un joueur français de rugby à XV évoluant au poste de talonneur, reconverti entraîneur.

## Biographie
Sylvain Bégon joue en club avec le FC Grenoble au poste de talonneur sous l’ère des « Mammouths de Grenoble » mais ne participe pas à l'épopée du club en Top 16 puis jusqu'à la finale du championnat de France 1993 où le club est défait 14 à 11 par le Castres olympique sur une erreur d'arbitrage.
Puis il part jouer deux saisons au FCS Rumilly avant de revenir à Grenoble en 1997.
Après sa carrière de joueur, il entraîne le SO Chambéry pendant deux saisons de 2005 à 2007 au côté de Philippe Meunier,.
En 2007 il remplace Jean-François Martin-Culet au poste d'entraîneur des avants du FC Grenoble alors que le club vient d'obtenir sa remontée en Pro D2.
Avec Fabrice Landreau comme manager général, Sylvain Bégon participe à la belle saison du club isérois en 2011-2012 qui obtient le titre de Champion de France de Pro D2 et la montée en Top 14. Il est démis de ses fonctions le 3 décembre 2015 à la suite d'un début de saison difficile du FC Grenoble.
En 2019, il est nommé entraîneur des avants du FC Grenoble après avoir été durant trois saisons entraîneur des espoirs du club.

## Carrière

### Entraîneur
| Saison      | Club        | Division   | Poste      | Classement                                  | Coupe d'Europe | Challenge européen |
| ----------- | ----------- | ---------- | ---------- | ------------------------------------------- | -------------- | ------------------ |
| 2005 - 2006 | SO Chambéry | Fédérale 1 | Entraîneur | 3e poule 2, 4e poule 1 du Trophée Jean Prat | -              | -                  |
| 2005 - 2006 | SO Chambéry | Fédérale 1 | Entraîneur | 3e poule 2, 4e poule 1 du Trophée Jean Prat | -              | -                  |
| 2007 - 2008 | FC Grenoble | Pro D2     | Avants     | 8e                                          | -              | -                  |
| 2008 - 2009 | FC Grenoble | Pro D2     | Avants     | 10e                                         | -              | -                  |
| 2009 - 2010 | FC Grenoble | Pro D2     | Avants     | 6e                                          | -              | -                  |
| 2010 - 2011 | FC Grenoble | Pro D2     | Avants     | Éliminé en demi-finale                      | -              | -                  |
| 2011 - 2012 | FC Grenoble | Pro D2     | Avants     | Champion de France Pro D2                   | -              | -                  |
| 2012 - 2013 | FC Grenoble | Top 14     | Avants     | 11e                                         | -              | Éliminé en poule   |
| 2013 - 2014 | FC Grenoble | Top 14     | Avants     | 11e                                         | -              | Éliminé en poule   |
| 2014 - 2015 | FC Grenoble | Top 14     | Avants     | 11e                                         | -              | Éliminé en poule   |
| 2019 - 2020 | FC Grenoble | Pro D2     | Avants     | 3e (arrêt du championnat)                   | -              | -                  |
| 2020 - 2021 | FC Grenoble | Pro D2     | Avants     | 6e, éliminé en barrges                      | -              | -                  |

## Palmarès

### Joueur
Avec le FC Grenoble
- Championnat de France de première division :
  - Vice-champion (1) : 1993[10]
  - Demi-finaliste (2) : 1992 et 1994

- Championnat de France de Pro D2 :
  - Vice-champion (1) : 2002

### Entraîneur
Avec le FC Grenoble
- Championnat de France de Pro D2 :
  - Champion (1) : 2012

### Distinction personnelle
- Nuit du rugby 2012 : Meilleur staff d'entraîneur de la Pro D2 (avec Fabrice Landreau et Franck Corrihons) pour la saison 2011-2012